# Servilly
 Servilly  là một xã ở tỉnh Allier thuộc miền trung nước Pháp.